# Ufer-Schachtelhalm
Der Ufer-Schachtelhalm (Equisetum ×litorale) ist eine Hybride aus Acker-Schachtelhalm (Equisetum arvense) und Teich-Schachtelhalm (Equisetum fluviatile) aus der Gattung der Schachtelhalme (Equisetum) innerhalb der Familie der Schachtelhalmgewächse (Equisetaceae).

## Beschreibung

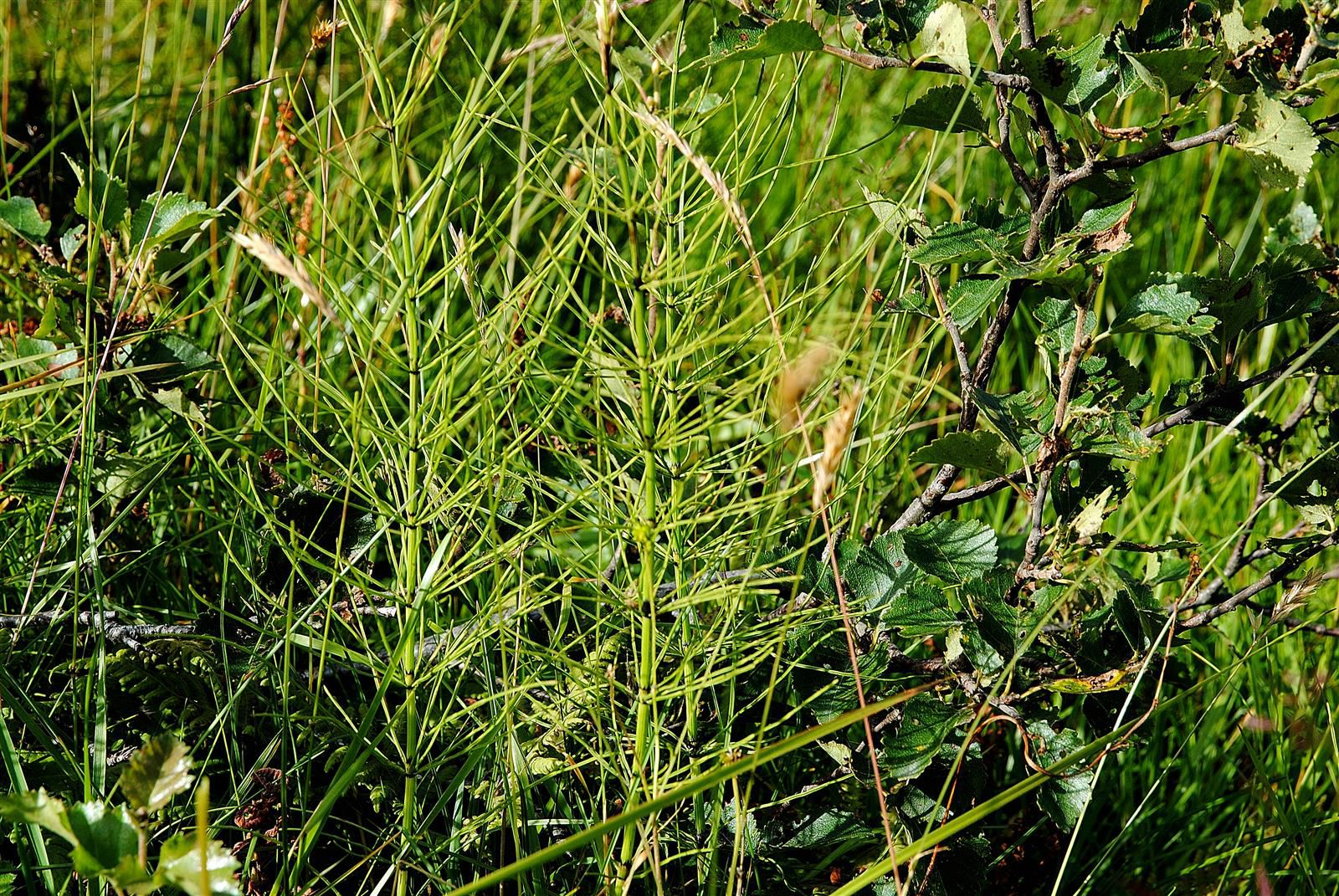
Habitus

Der Ufer-Schachtelhalm ist eine ausdauernde krautige Pflanze und erreicht Wuchshöhen von 20 bis 100 Zentimetern. Der Stängel ist einfach, verzweigt, 4 bis 5 Millimeter dick, oben zuweilen unverzweigt und leicht gerieft. Die Zentralhöhle hat 1/6 bis 1/2 des Stängeldurchmessers. Die Vallecularhöhlen sind gleich groß wie die Zentralhöhlen. Jedes Leitbündel, auch Carinalhöhle genannt, ist von einer Endodermis umgeben, daher ist beim Brechen kein Zylinder erkennbar. Die Blattscheiden sind mit etwa zwölf Zähnen glockig erweitert und bis 12 Millimeter lang.
Ähren sind selten vorhanden, und sie bleiben stets geschlossen. Sporenreife ist von Juni bis Juli. Die Sporen sind taub, sie haben kein Anhängsel.

## Vorkommen
Es gibt Fundortangaben für Frankreich, Deutschland, Tschechien, die Slowakei, Estland, Lettland, Russland mit Sibirien, Alaska, Kanada und die Vereinigten Staaten.
In Deutschland kommt er zerstreut im westlichen Baden-Württemberg, in Sachsen, Mecklenburg-Vorpommern, Schleswig-Holstein, selten in Bayern, Rheinland-Pfalz und Saarland, Nordrhein-Westfalen, Hessen, im südlichen Thüringen, in Sachsen-Anhalt, im südwestlichen Brandenburg und in Berlin vor. Seine Gesamtverbreitung in Deutschland ist ungenügend bekannt.
Der Ufer-Schachtelhalm besiedelt in Mitteleuropa feuchte bis nasse Wiesen, Gräben und Ufer, durchsickerte Wegböschungen.